# Ryan Nugent-Hopkins
Ryan Noel Jeremy Nugent-Hopkins (* 12. April 1993 in Burnaby, British Columbia) ist ein kanadischer Eishockeyspieler, der seit Juli 2011 für die Edmonton Oilers in der National Hockey League unter Vertrag steht. Der Center wurde im NHL Entry Draft 2011 als First Overall Draft Pick von den Oilers ausgewählt.

## Karriere

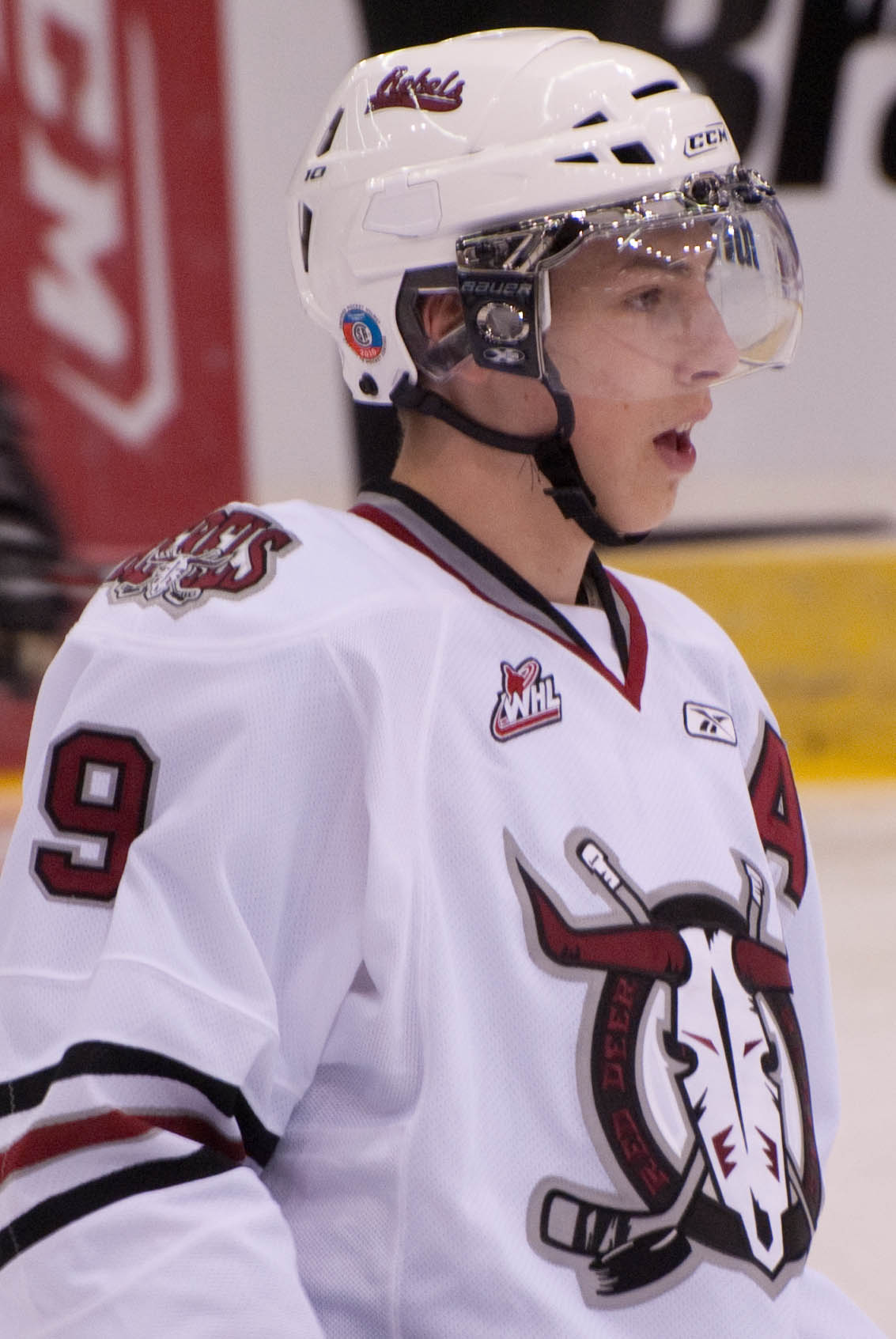
Nugent-Hopkins im Trikot der Red Deer Rebels (2010).

Ryan Nugent-Hopkins spielte seit der Saison 2008/09 für die Red Deer Rebels in der Western Hockey League (WHL), die ihn im Bantam Draft 2008 an erster Gesamtposition auswählten. Der Stürmer kam spät in dieser Spielzeit auf fünf Einsätze, in denen er sechs Scorerpunkte erzielte. Ab der WHL-Saison 2009/10 wurde der Angreifer zum Stammspieler der Rebels und absolvierte in seinem zweiten Jahr in der WHL 67 Spiele für die Rebels, in denen er 24 Tore und insgesamt 65 Punkte erzielte. Aufgrund dieser Leistungen wurde er im Anschluss an die Saison mit der Jim Piggott Memorial Trophy ausgezeichnet, die jährlich an den besten WHL-Rookie vergeben wird. Die Rebels erreichten in dieser Spielzeit die Play-offs, schieden jedoch in der ersten Runde gegen die Saskatoon Blades aus.
In der Spielzeit 2010/11 war Nugent-Hopkins mit 106 erzielten Scorerpunkten in 69 absolvierten Partien drittbester Scorer der Western Hockey League. In den Play-offs besiegten die Rebels in der ersten Runde die Edmonton Oil Kings und schieden in der zweiten Runde, dem Conference-Halbfinale, gegen die Medicine Hat Tigers aus. Im Anschluss an diese Saison wurde Ryan Nugent-Hopkins in das WHL All-Star-Team berufen sowie mit dem CHL Top Draft Prospect Award ausgezeichnet. Beim NHL Entry Draft 2011 wurde Nugent-Hopkins in der ersten Runde an erster Gesamtposition von den Edmonton Oilers ausgewählt. Erstmals seit 1996, als die Ottawa Senators den Verteidiger Chris Phillips als Gesamtersten auswählten, wurde wieder ein WHL-Spieler an der ersten Gesamtposition selektiert.
Am 2. Juli 2011 unterzeichnete Nugent-Hopkins einen dreijährigen Einstiegsvertrag bei den Edmonton Oilers. In seinem ersten NHL-Spiel am 9. Oktober 2011 erzielte der Angreifer in der Partie gegen die Pittsburgh Penguins den Treffer zum 1:1-Ausgleich. Sechs Tage später gelang dem Kanadier gegen die Vancouver Canucks ein Hattrick. Anfang November 2011 zeichnete ihn die National Hockey League (NHL) als NHL-Rookie des Monats Oktober aus, nachdem der Offensivakteur in elf Partien ebenso viele Punkte erzielt hatte. Am 19. November 2011 verbuchte er beim 9:2-Sieg der Oilers gegen die Chicago Blackhawks fünf Torvorlagen, was zuvor noch keinem 18-jährigen Akteur in der NHL-Geschichte gelungen war. Die National Hockey League kürte Nugent-Hopkins zum NHL-Rookie des Monats November, womit er nach Jewgeni Malkin fünf Jahre zuvor der erst zweite Spieler der Historie wurde, der in seinen ersten beiden Monaten in der National Hockey League die Ehrung als bester NHL-Rookie erhielt.
Im Laufe der folgenden Saisons etablierte sich Nugent-Hopkins als regelmäßiger Scorer im Kader der Oilers. Im Juni 2021 unterzeichnete er einen neuen Achtjahresvertrag in Edmonton, der ihm ein durchschnittliches Jahresgehalt von 5,125 Millionen US-Dollar einbringen soll. In der Saison 2022/23 wiederum steigerte er seine persönliche Bestleistung deutlich auf 104 Scorerpunkte aus 82 Partien, womit er erstmals die Marke von 100 Punkten erreichte und sich zugleich unter den zehn besten Scorern der Liga platzierte. In den Playoffs 2024 erreichte er mit den Oilers das Finale um den Stanley Cup, unterlag dort allerdings den Florida Panthers mit 3:4. Gleiches geschah am Ende der Playoffs 2025, als Edmonton mit 2:4 an den Panthers scheiterte.

### International

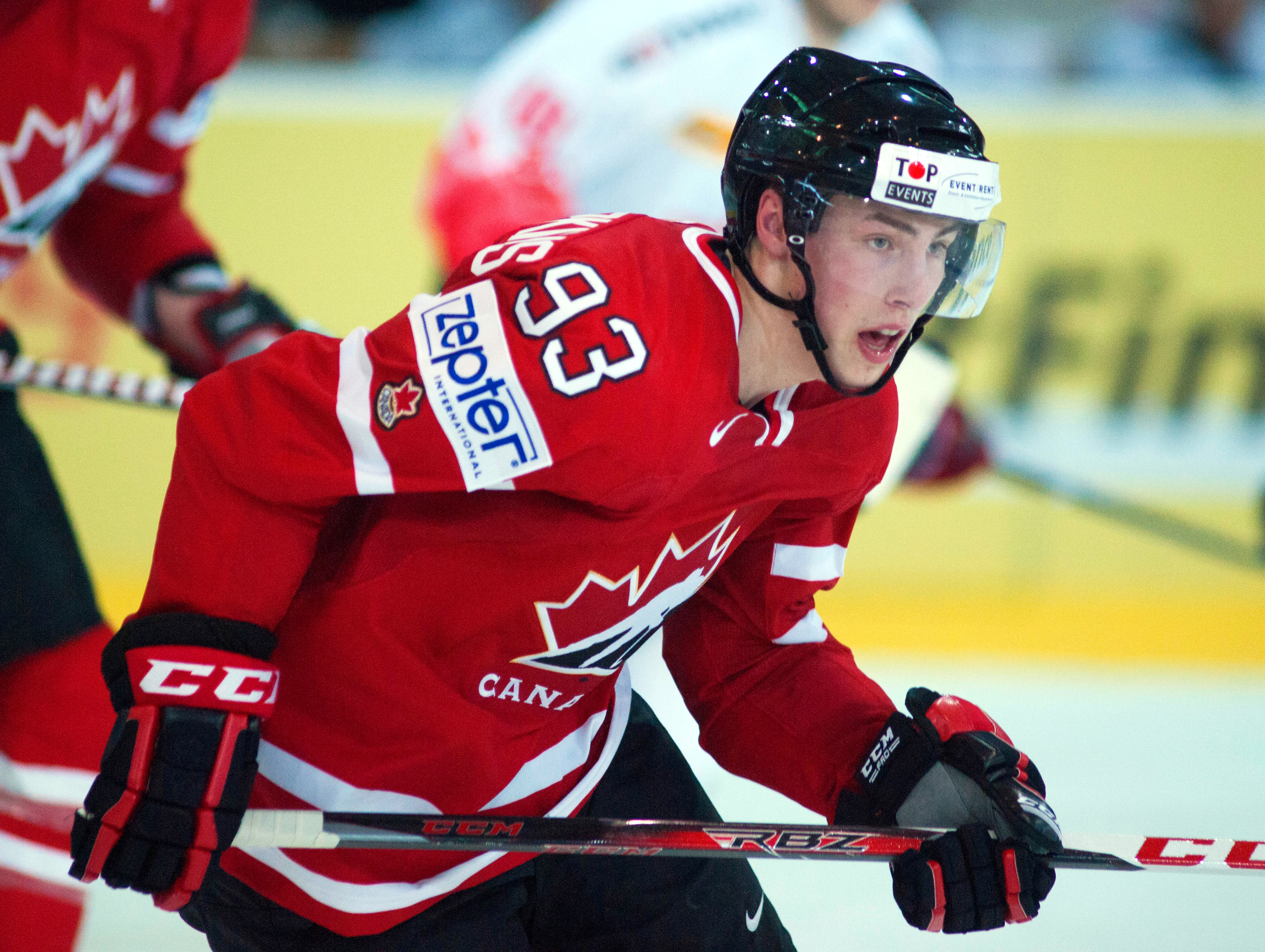
Nugent-Hopkins im Trikot der kanadischen Nationalmannschaft (2012).

Ryan Nugent-Hopkins vertrat sein Heimatland mit der kanadischen Nationalmannschaft erstmals 2010 beim Ivan Hlinka Memorial Tournament, wo er als Assistenzkapitän der Kanadier auflief und mit sieben Punkten in fünf Spielen zusammen mit Matt Puempel der erfolgreichste kanadische Scorer war. Darüber hinaus erzielte er im Finalspiel gegen die US-amerikanische Nationalmannschaft das entscheidende Tor. Der Angreifer erhielt auch eine Einladung in Kanadas Trainingscamp für die U20-Junioren-Weltmeisterschaft 2011, wurde jedoch kurz vor Turnierbeginn aus dem Kader entfernt.

## Erfolge und Auszeichnungen
| - 2010 Jim Piggott Memorial Trophy - 2010 CHL All-Rookie Team - 2011 Teilnahme am CHL Top Prospects Game - 2011 WHL-Spieler des Monats März - 2011 WHL East First All-Star-Team - 2011 CHL Top Draft Prospect Award | - 2011 NHL-Rookie des Monats Oktober - 2011 NHL-Rookie des Monats November - 2012 Teilnahme an der NHL All-Star Game SuperSkills Competition (verletzungsbedingte Absage) - 2012 NHL All-Rookie Team - 2015 Teilnahme am NHL All-Star Game |

### International
- 2010 Goldmedaille beim Ivan Hlinka Memorial Tournament
- 2013 Bester Stürmer der U20-Junioren-Weltmeisterschaft
- 2013 All-Star-Team der U20-Junioren-Weltmeisterschaft
- 2013 Topscorer der U20-Junioren-Weltmeisterschaft
- 2013 Bester Vorlagengeber der U20-Junioren-Weltmeisterschaft

## Karrierestatistik
Stand: Ende der Saison 2024/25

### International
| Vertrat Kanada bei: - World U-17 Hockey Challenge 2010 - Ivan Hlinka Memorial Tournament 2010 - Weltmeisterschaft 2012 | - U20-Junioren-Weltmeisterschaft 2013 - Weltmeisterschaft 2018 | Vertrat Team Nordamerika bei: - World Cup of Hockey 2016 |

(Legende zur Spielerstatistik: Sp oder GP = absolvierte Spiele; T oder G = erzielte Tore; V oder A = erzielte Assists; Pkt oder Pts = erzielte Scorerpunkte; SM oder PIM = erhaltene Strafminuten; +/− = Plus/Minus-Bilanz; PP = erzielte Überzahltore; SH = erzielte Unterzahltore; GW = erzielte Siegtore; 1 Play-downs/Relegation; Kursiv: Statistik nicht vollständig)